# Hideaki Kaetsu
Hideaki Kaetsu (jap. 嘉悦 秀明, Kaetsu Hideaki; * 8. Oktober 1974 in der Präfektur Kumamoto) ist ein ehemaliger japanischer Fußballspieler.

## Karriere
Kaetsu erlernte das Fußballspielen in der Schulmannschaft der Utsunomiya Gakuen High School. Seinen ersten Vertrag unterschrieb er 1993 bei Yokohama Flügels. Der Verein spielte in der höchsten Liga des Landes, der J1 League. 1993 gewann er mit dem Verein den Kaiserpokal. Für den Verein absolvierte er sechs Erstligaspiele. Danach spielte er bei Tochigi SC (1998–1999), Sagawa Express Tokyo (2000–2004) und Rosso Kumamoto (2005). Ende 2005 beendete er seine Karriere als Fußballspieler.

## Erfolge
Yokohama Flügels
- Kaiserpokal

Sieger: 1993